# کریستین لما
کریستین لما (انگلیسی: Cristian Lema؛ زادهٔ ۲۴ مارس ۱۹۹۰) بازیکن فوتبال اهل آرژانتین است.
از باشگاه‌هایی که در آن بازی کرده‌است می‌توان به باشگاه فوتبال بنفیکا، باشگاه فوتبال نیولز اولد بویز، باشگاه فوتبال اتلتیکو تیگره، و باشگاه فوتبال پنیارول اشاره کرد.